# Liga Sérvia de Basquetebol de 2025-26
A Temporada da Liga Sérvia de Basquetebol de 2025–26 (em sérvio:  2025–26 Košarkaška liga Srbije) será a 20ª edição da competição de elite do basquetebol masculino da Sérvia. O Partizan Belgrado é o atual campeão após onze anos sem vencer a competição e  21 títulos desde a época da YUBA (liga iugoslava) e nove no atual formato.
À partir da temporada 2020-21 a liga passou a se chamar pela atual designação "AdmiralBet KLS" em virtude de acordo de patrocínio com naming rights.

## Equipes participantes
Dezesseis equipes disputam a temporada regular em turno e returno totalizando trinta jogos para cada participante. As duas últimas são rebaixadas para a 2.MLS na temporada seguinte. Novi Pazar e Mladost SP, rebaixados na Temporada 2024-25, dão lugar para Hercegovac e Borac Zemun, campeão e finalista respectivamente da 2.MLS na temporada anterior. As seis equipes disputantes na Liga ABA não disputam essa fase, entrando na competição apenas na fase dita "Superliga".
| Clube                     | Localização       | Arena                        | Capacidade |
| ------------------------- | ----------------- | ---------------------------- | ---------- |
| BKK Radnički              | Belgrado          | SC Šumice                    | 1 000      |
| Borac Mozzart             | Čačak             | Borac Hall                   | 2.000      |
| Borac Zemun               | Zemun             | Pinki Hall                   | 5 000      |
| Crvena zvezda Meridianbet | Belgrado          | Aleksandar Nikolić Hall      | 5.878      |
| Čačak 94 Quantox          | Čačak             | Borac Hall                   | 2 000      |
| Dynamic Balkan Bet        | Belgrado          | Dynamic Arena                | 500        |
| FMP Soccerbet             | Železnik          | Železnik Hall                | 3.000      |
| Hercegovac                | Gajdobra          | Centro Esportivo de Gajdobra | 800        |
| Joker                     | Sombor            | Mostonga Hall                | 1 000      |
| Mega MIS                  | Sremska Mitrovica | Pinki Hall                   | 2.500      |
| Metalac                   | Valjevo           | Valjevo Sports Hall          | 1.500      |
| Mladost Maxbet            | Zemun             | Vizura Sports Center         | 1.500      |
| OKK Beograd               | Belgrado          | SC Šumice                    | 2 000      |
| Partizan Mozzart Bet      | Belgrado          | Aleksandar Nikolić Hall      | 5.878      |
| Sloboda Užice             | Užice             | Parque Veliki                | 2.200      |
| Sloga                     | Kraljevo          | Pavilhão Ribika              | 3 331      |
| Spartak Office Shoes      | Subotica          | Pavilhão Dudova Šuma         | 2 000      |
| SPD Radnički              | Kragujevac        | Jezero Hall                  | 3 750      |
| Tamiš                     | Pančevo           | Strelište Sports Hall        | 1.100      |
| Vojvodina MTS             | Novi Sad          | SPC Vojvodina                | 7.022      |
| Vršac MeridianBet         | Vršac             | Millennium Center            | 4.400      |
| Zlatibor Mozzart          | Čajetina          | WAI TAI - STC Zlatibor       | 712        |

fonte: srbijasport.net
|         | Equipes disputando a Primeira divisão da Liga Adriática            |
|         | Equipes disputando a Segunda divisão da Liga Adriática             |
| Aumento | Equipes promovidas na segunda divisão sérvia na temporada anterior |

## Temporada regular

### Tabela de classificação
Classificação extraída de kls.rs podendo ser verificada em srbijasport.net
| Pos. | Clube              | J | V / D | P+/P- | SP | Pts | Classificação    |
| ---- | ------------------ | - | ----- | ----- | -- | --- | ---------------- |
| 1    | Vršac MeridianBet  |   |       |       |    |     | Superliga e ABA2 |
| 2    | Zlatibor Mozzart   |   |       |       |    |     | Superliga e ABA2 |
| 3    | Vojvodina MTS      |   |       |       |    |     |                  |
| 4    | Sloboda            |   |       |       |    |     |                  |
| 5    | Mladost MaxBet     |   |       |       |    |     |                  |
| 6    | Joker              |   |       |       |    |     |                  |
| 7    | OKK Beograd        |   |       |       |    |     |                  |
| 8    | SPD Radnički       |   |       |       |    |     |                  |
| 9    | Dynamic Balkan Bet |   |       |       |    |     |                  |
| 10   | BKK Radnički       |   |       |       |    |     |                  |
| 11   | Sloga              |   |       |       |    |     |                  |
| 12   | Tamiš              |   |       |       |    |     |                  |
| 13   | Čačak 94 Quantox   |   |       |       |    |     |                  |
| 14   | Metalac            |   |       |       |    |     |                  |
| 15   | Borac Zemun        |   |       |       |    |     | Rebaixados       |
| 16   | Hercegovac         |   |       |       |    |     | Rebaixados       |

### Confrontos
Resultados extraídos de kls.rs podendo ser conferidos em srbijasport.net
| Casa\Visitante     | BKK | BZE | ČAČ | DYN | HER | JOK | MET | MZE | BEO | SLB | SLG | SPD | TAM | VOJ | VRŠ | ZLA |
| ------------------ | --- | --- | --- | --- | --- | --- | --- | --- | --- | --- | --- | --- | --- | --- | --- | --- |
| BKK Radnički       |     |     |     |     |     |     |     |     |     |     |     |     |     |     |     |     |
| Borac Zemun        |     |     |     |     |     |     |     |     |     |     |     |     |     |     |     |     |
| Čačak 94 Quantox   |     |     |     |     |     |     |     |     |     |     |     |     |     |     |     |     |
| Dynamic Balkan Bet |     |     |     |     |     |     |     |     |     |     |     |     |     |     |     |     |
| Hercegovac         |     |     |     |     |     |     |     |     |     |     |     |     |     |     |     |     |
| Joker              |     |     |     |     |     |     |     |     |     |     |     |     |     |     |     |     |
| Metalac            |     |     |     |     |     |     |     |     |     |     |     |     |     |     |     |     |
| Mladost MaxBet     |     |     |     |     |     |     |     |     |     |     |     |     |     |     |     |     |
| OKK Beograd        |     |     |     |     |     |     |     |     |     |     |     |     |     |     |     |     |
| Sloboda            |     |     |     |     |     |     |     |     |     |     |     |     |     |     |     |     |
| Sloga              |     |     |     |     |     |     |     |     |     |     |     |     |     |     |     |     |
| SPD Radnički       |     |     |     |     |     |     |     |     |     |     |     |     |     |     |     |     |
| Tamiš              |     |     |     |     |     |     |     |     |     |     |     |     |     |     |     |     |
| Vojvodina MTS      |     |     |     |     |     |     |     |     |     |     |     |     |     |     |     |     |
| Vršac MeridianBet  |     |     |     |     |     |     |     |     |     |     |     |     |     |     |     |     |
| Zlatibor Mozzart   |     |     |     |     |     |     |     |     |     |     |     |     |     |     |     |     |

## Superliga

### Oitavas de finais
| Time 1 | Agr. | Time 2 | 1º Jogo | 2º Jogo |
| ------ | ---- | ------ | ------- | ------- |
|        | -    |        |         |         |
|        | -    |        |         |         |

### Quartas de finais
| Time 1 | Agr. | Time 2 | 1º Jogo | 2º Jogo |
| ------ | ---- | ------ | ------- | ------- |
|        | -    |        |         |         |
|        | -    |        |         |         |

### Semifinais
| Time 1 | Série | Time 2 | 1º Jogo | 2º Jogo | 3º Jogo |
| ------ | ----- | ------ | ------- | ------- | ------- |
|        | -     |        |         |         |         |
|        | -     |        |         |         |         |

### Finais
| Time 1 | Série | Time 2 | 1º Jogo | 2º Jogo | 3º Jogo |
| ------ | ----- | ------ | ------- | ------- | ------- |
|        | -     |        |         |         |         |

### Premiação
| Admiral Bet KLS 2025-26 Campeões |
| -------------------------------- |
| º Título                         |

## Clubes sérvios em competições internacionais
| Clube         | Competição              | TR | TR | PO | PO |           |
| Clube         | Competição              | V  | D  | V  | D  | Resultado |
| ------------- | ----------------------- | -- | -- | -- | -- | --------- |
| Crvena zvezda | EuroLiga                |    |    |    |    |           |
| Partizan      | EuroLiga                |    |    |    |    |           |
| Spartak       | Liga dos Campeões       |    |    |    |    |           |
| Borac Čačak   | Liga Adriática          |    |    |    |    |           |
| FMP           | Liga Adriática          |    |    |    |    |           |
| Crvena zvezda | Liga Adriática          |    |    |    |    |           |
| Mega          | Liga Adriática          |    |    |    |    |           |
| Partizan      | Liga Adriática          |    |    |    |    |           |
| Spartak       | Liga Adriática          |    |    |    |    |           |
| Vojvodina     | Liga Adriática (2ª div) |    |    |    |    |           |
| Zlatibor      | Liga Adriática (2ª div) |    |    |    |    |           |
| Vršac         | Liga Adriática (2ª div) |    |    |    |    |           |